# Pistolet Beretta 76
Beretta 76 – włoski sportowy pistolet samopowtarzalny kalibru .22 LR. Był rozwinięciem pistoletu Beretta 70T.
Beretta 76 była bronią samopowtarzalną, działającą na zasadzie odrzutu zamka swobodnego. Mechanizm spustowo-uderzeniowy kurkowy, pojedynczego działania. Pistolet wyposażony był w bezpiecznik nastawny którego skrzydełko znajdowało się z lewej strony szkieletu i zatrzask zamka. Pistolet był zasilany z jednorzędowego magazynka pudełkowego o pojemności 10 naboi.